# Théâtre des États
Le théâtre des États (en tchèque : Stavovské divadlo) est une salle de théâtre d'architecture baroque située à Prague et dont le nom rappelle la division en trois ordres (ou états) de la couronne de Bohême.

## Histoire

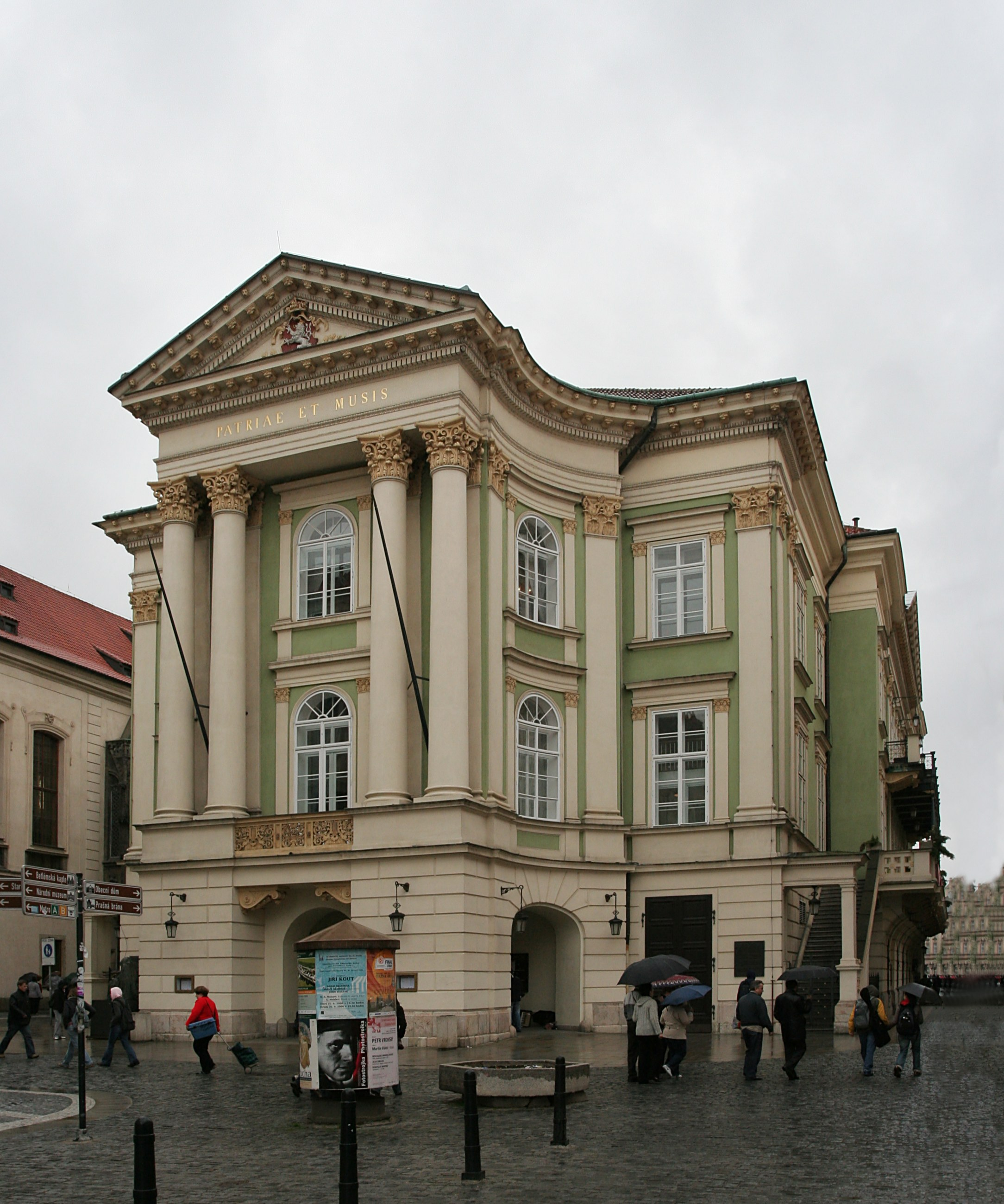
Le théâtre des États à Prague.

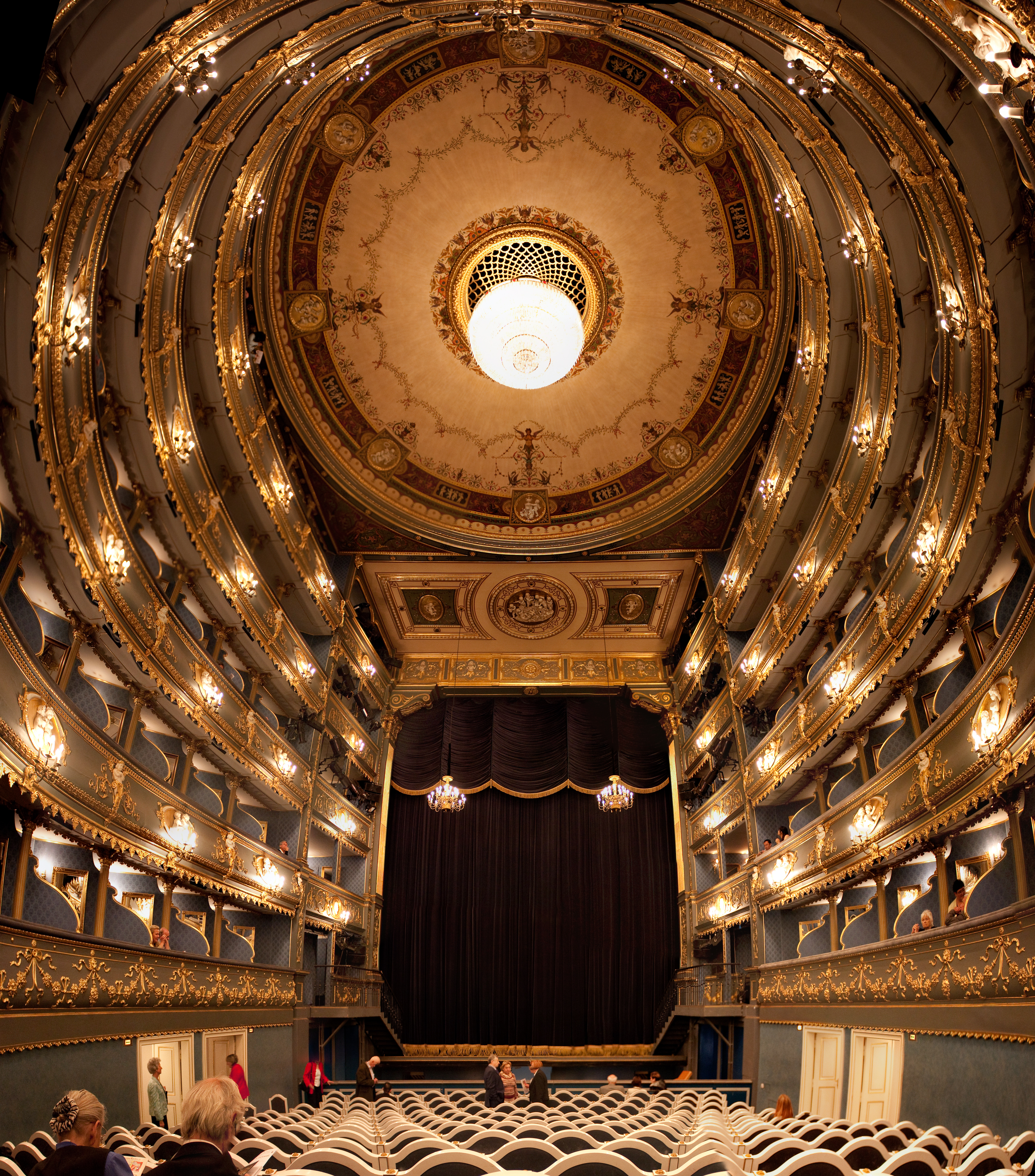
Vue intérieure en 2009.

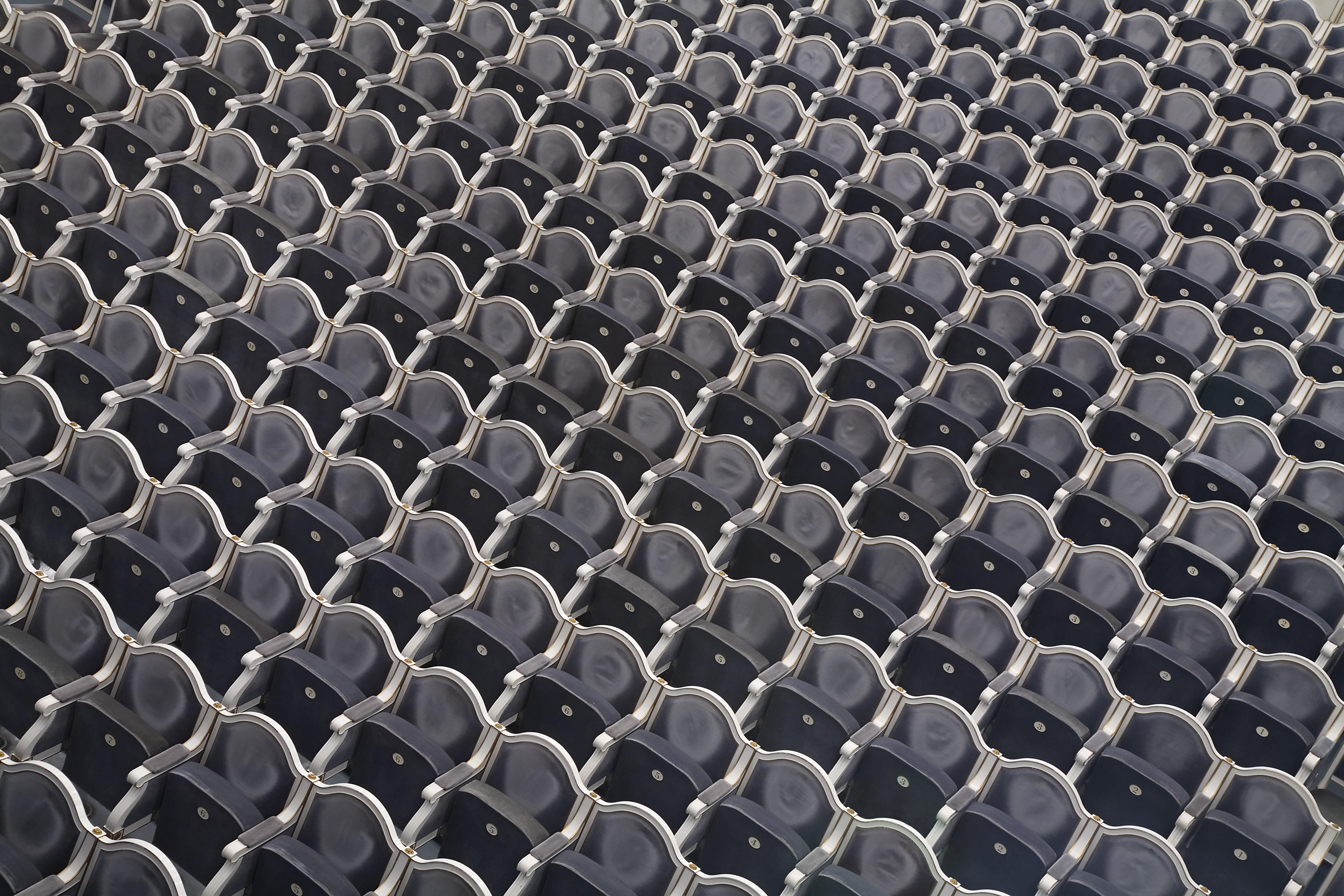
Les sièges de la salle du théâtre des États.

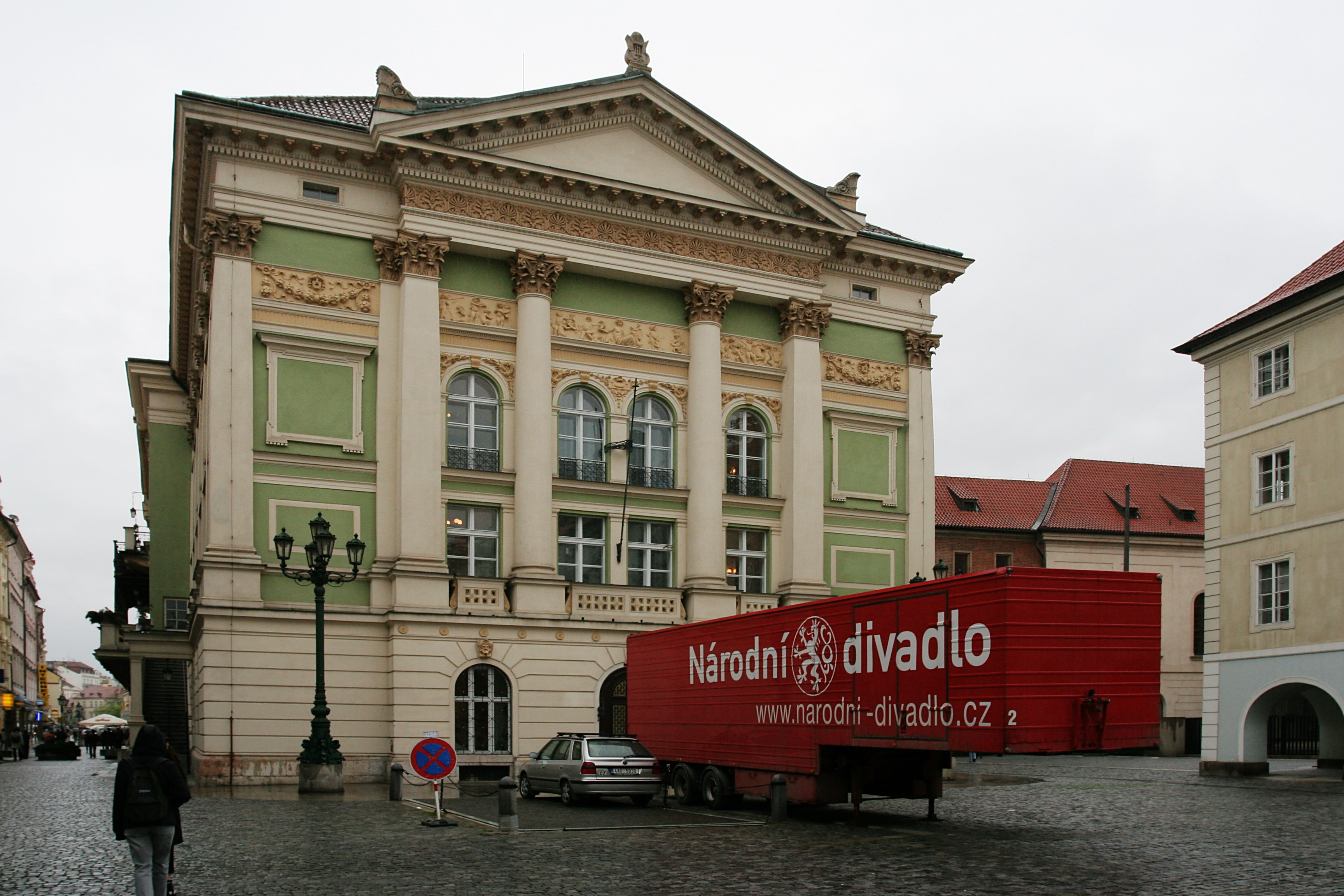
Façade arrière.

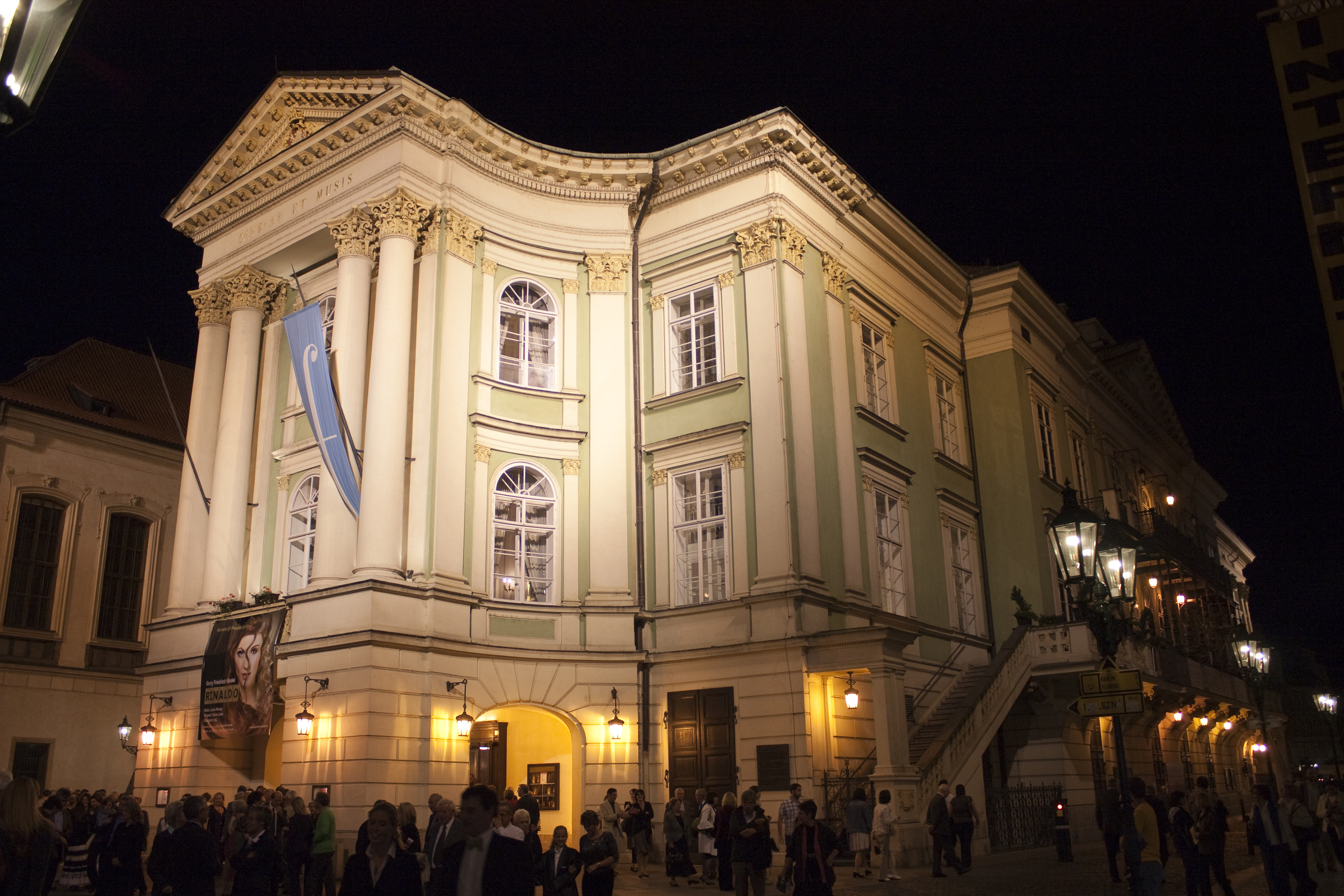
Vue nocturne extérieure

Les plans ont été établis par le comte Künigel et la construction, qui a duré deux ans, menée à bien par Antonín Haffenecker. Le théâtre, d’inspiration baroque, a ouvert ses portes le 21 avril 1783 avec la représentation de l’opéra Emilia Galotti de Gotthold Ephraim Lessing. À l’origine, sa capacité totale était de 1 000 places mais a été rapportée à 659 pour un meilleur confort des spectateurs.
C'est là que fut créé Don Giovanni, sous la direction de Wolfgang Amadeus Mozart lui-même, le 29 octobre 1787, où il rencontra un immense succès, contrairement à la reprise viennoise du 7 mai 1788, au Burgtheater, qui se heurta au goût conservateur du public viennois. C’est encore ici que, le 6 septembre 1791, l’opéra mozartien La clemenza di Tito est créé à l’occasion du couronnement de Léopold II en tant que roi de Bohême. C’est le seul théâtre où Mozart a joué qui subsiste de nos jours avec le théâtre du château de Schönbrunn, le théâtre Cuvilliés de la Résidence de Munich lors de la création d'Idoménée et le théâtre de Bibiena à Mantoue pour un concert à 14 ans lors de son grand voyage en Italie.
Le théâtre s’est successivement appelé théâtre du comte Nostitz (Hraběcí Nosticovo divadlo) du nom du comte František Antonín Nostitz Rieneck, le mécène qui l'a fait bâtir ; puis, à la suite du Coup de Prague, à partir d’octobre 1949, théâtre Tyl (Tylovo divadlo) sous le régime communisme en Tchécoslovaquie, du nom de Josef Kajetán Tyl, l'auteur de l'hymne national, Kde domov můj?. Après la Révolution de Velours, il prend le nom historicisant de « théâtre des États », qui fait référence aux trois ordres (ou états) des sociétés de l'Ancien Régime.
Le théâtre est relié au bâtiment voisin, le palais Kolowrat, par un couloir souterrain.

## Productions et artistes
Si le théâtre fut initialement construit avec l'intention d'y produire des drames allemands et des opéras italiens, des œuvres dans d'autres langues étaient également mises en scène. Des productions tchèques y furent représentées dès 1785, de façon à atteindre une audience tchèque plus large, et dès 1812, elles étaient devenues habituelles les dimanches et lors des « matinées » des jours fériés. Le caractère quelque peu politique de ces représentations mena plus tard à l'idée de fonder un Théâtre national après 1848, après la défaite de la révolution et le départ de Josef Kajetán Tyl. De nombreux dramaturges tchèques essentiels furent impliqués dans le Théâtre des États, tels que les frères Karel et Václav Thám, Josef Kajetán Tyl, Ján Kollár, etc. Le premier opéra tchèque moderne, l'opéra de František Škroup Le Bricoleur, fut joué ici en 1826, et en 1834, la chanson « Où est ma maison ? » (Kde domov můj), sur des paroles de Tyl, mises en musique par Škroup, fut chanté ici pour la première fois, avant de devenir l'hymne national tchèque.

## Filmographie
C'est ici qu'a été tourné une partie du film Amadeus de Miloš Forman, consacré à Mozart.